# Aboubakari Kio Koudizé
Aboubakari Kio Koudizé est un journaliste et écrivain nigérien né le 13 mars 1959 à Toukounous au Niger.  Il est le père biologique du journaliste sportif Abdel Malik A. Koudizé.
Il est l'auteur de plusieurs ouvrages dont: Chronologie politique du Niger (1991); la lutte traditionnelle au Niger (2005) et  La Diplomatie nigérienne en 2010. Courant 2020, il publie la collection "Le Niger Contemporain" composé de 4 tome. Cette collection en chronologie, retrace l'histoire politique du Niger de la période coloniale à 2020. Les grandes dates et les grands moments de l'histoire du Niger y sont relevés. 
Il a été président de l'Observatoire National de la Communication de 1999 à 2002.